# Adolph Reifferscheidt
Adolph Reifferscheidt (* 11. Februar 1904 in Köln; † 18. Januar 1963 in Dublin) war ein deutscher Volkswirt und Diplomat, der unter anderem von 1958 bis 1960 Botschafter beim Europarat sowie zuletzt von 1960 bis zu seinem Tod 1963 Botschafter in Irland war.

## Leben

### Studium, Volkswirt und Nachkriegszeit
Reifferscheidt begann nach dem Schulbesuch ein Studium der Volkswirtschaftslehre an der Friedrich-Wilhelms-Universität zu Berlin, das er an der Universität zu Köln fortsetzte und als Diplom-Volkswirt abschloss. 1926 schloss er seine Promotion zum Dr. rer. pol. an der Universität zu Köln mit einer Dissertation mit dem Titel Der Nahverkehr im Kölner Wirtschaftsbezirk ab. Zwischen 1927 und 1928 war er Mitarbeiter des Messe- und Ausstellungsamtes der Stadt Köln, wurde 1929 Mitglied der Geschäftsführung des Verbandes Rheinischer Industrieller und fungierte anschließend zwischen 1936 und 1943 als Geschäftsführer der Wirtschaftskammer Rheinland.
Nach Ende des Zweiten Weltkrieges wurde Reifferscheidt zu Beginn der Nachkriegszeit in Deutschland 1946 Mitarbeiter im Verwaltungsamt für Wirtschaft in Minden und anschließend 1947 Mitarbeiter der Verwaltung für Wirtschaft des Vereinigten Wirtschaftsgebiets in Frankfurt am Main, ehe er von 1948 bis 1952 Hauptgeschäftsführer der Deutsch-Belgisch-Luxemburgischen Handelskammer in Köln.

### Generalkonsul, Schmeißer-Affäre und Botschafter
Bereits 1951 sollte Reifferscheidt in den auswärtigen Dienst eintreten und war zunächst für den Posten als Generalkonsul in Casablanca und danach 1952 als Generalkonsul in Montreal vorgesehen. Diese Bestellung wurde jedoch am 23. September 1952 zunächst zurückgestellt, nachdem gegen ihn Vorwürfe erhoben worden waren, er sei für die Abtrennung des linken Rheinufers von Deutschland eingetreten. Zudem wurden ihm Kontakte zu Hans-Konrad Schmeißer alias René Levacher nachgesagt, ein Jurist und Agent im französischen Geheimdienst SDECE (Service de documentation extérieure et de contre-espionnage), der Auslöser der „Affäre Schmeißer“ war. Dieser hatte behauptet, Bundeskanzler Konrad Adenauer, Ministerialdirektor Herbert Blankenhorn und Reifferscheid seien für den französischen Geheimdienst tätig gewesen und hätten einen französischen Agenten mit geheimen Nachrichten versorgt. Nachdem seiner Ernennung zum Generalkonsul am 26. September 1952 zugestimmt worden war, fungierte er zwischen 1952 und 1955 als Generalkonsul in Montreal. Im Anschluss war er von 1955 bis 1958 Generalkonsul in New York City, wo er im Oktober 1958 durch Georg Federer abgelöst wurde. Noch vor der gerichtlichen Beweisaufnahme im Schmeißer-Prozess hatten die Angeklagten am 27. September 1955 Ehrenerklärungen für Adenauer, Blankenhorn und Reifferscheidt abgegeben, die daraufhin ihre Anklagen hatten zurückziehen lassen. Der Bundeskanzler erklärte, er habe nicht geglaubt, dass die deutsche Presse den Erklärungen von Schmeißer mehr Bedeutung beimesse als den Erklärungen des Bundeskanzlers, von Botschafter Blankenhorn und von Generalkonsul Reifferscheidt. Er habe dem Bundestagspräsidenten mitgeteilt, dass er eine baldige Beantwortung der großen Anfrage der SPD im Bundestag für wünschenswert halte. Die SPD-Fraktion hatte am 3. Oktober 1955 in einer Großen Anfrage betreffend das „Verhalten des Bundeskanzlers im Falle Schmeißer“ um Aufklärung der Umstände der Beendigung des Prozesses nachgesucht (BT-Drs. Nr. 1733). Die Staatsanwaltschaft hatte wegen der Kostenentscheidung Revision gegen das Urteil eingelegt. Der Bundesgerichtshof hatte dem am 28. März stattgegeben und die Sache zur erneuten Verhandlung an das Landgericht Hannover zurückverwiesen. Dort wurde das Verfahren am 14. November 1957 eingestellt.
Danach wurde Reifferscheidt 1958 Nachfolger von Gerhart Feine als Botschafter beim Europarat und verblieb auf diesem Posten bis zu seiner Ablösung durch Felician Prill 1960. Er selbst wiederum wurde 1960 als Nachfolger von Felician Prill als Botschafter in Irland und übte diese Funktion bis zu seinem Tode 1963 aus, woraufhin Heinz Trützschler von Falkenstein sein Nachfolger wurde.

## Veröffentlichung
- Der Nahverkehr im Kölner Wirtschaftsbezirk, Dissertation Universität Köln, Verlag O. Müller, Köln 1926